# Пучков, Юрий Михайлович
Юрий Михайлович Пучков (15 апреля 1937 — 10 апреля 2006) — российский учёный в области генетики, селекции и семеноводства пшеницы и тритикале, академик РАСХН (1993).

## Биография
Родился в с. Устье Калязинского района Калининской области. Окончил Московскую сельскохозяйственную академию им. К. А. Тимирязева (1959).
В 1959—1960 гг. младший, старший научный сотрудник Ленинградского опытного поля Краснодарского края.
С 1960 г. работал в Краснодарском НИИ сельского хозяйства им. П. П. Лукьяненко: младший, старший научный сотрудник отдела селекции (1960—1973), заведующий отделом селекции и семеноводства пшеницы (1973—1994), главный научный сотрудник отдела селекции и семеноводства пшеницы и тритикале (с 1994).
По совместительству  и.о. профессора кафедры селекции и семеноводства (1981–1989), профессор кафедры генетики, селекции и семеноводства (с 1989) Кубанского государственного аграрного университета (до 1992 СХИ).
Кандидат сельскохозяйственных наук (1969), профессор (1989), член-корреспондент ВАСХНИЛ (1978), академик РАСХН (1993).
Соавтор 49 районированных сортов озимой пшеницы, 4 сортов яровой пшеницы, 1 сорта тритикале.
Лауреат премии Совета Министров СССР (1981). Награждён орденами Трудового Красного Знамени (1971), Дружбы народов (1981), «Знак Почёта» (1987), медалями СССР и ВДНХ, золотой медалью им. П. П. Лукьяненко (1977), знаком «Лучший изобретатель сельского хозяйства СССР» (1984).
Автор 13 книг и брошюр. Получил около 60 авторских свидетельств на селекционные сорта и гибриды.
Публикации:
- Селекция пшеницы на устойчивость к ржавчине / соавт. А. А. Воронкова. — Краснодар: Кн. изд-во, 1977. — 55 с.
- Интенсивная технология возделывания озимой пшеницы в Краснодарском крае: рекомендации / соавт.: И. В. Калашников и др. — Краснодар, 1984. — 50 с.